# Gabriel Miró
Gabriel Miró Ferrer (Alicante, 28 de julio de 1879-Madrid, 27 de mayo de 1930) fue un escritor español, encuadrado habitualmente en la llamada generación del 14 o el novecentismo.

## Biografía
Nacido en 1879 en Alicante, fue el segundo entre los hijos de Encarnación Ferrer y Juan Miró, ingeniero de Obras Públicas. Estudió entre 1887 y 1892 junto a su hermano Juan como alumno interno de los jesuitas del Colegio de Santo Domingo en Orihuela, donde le concedieron su primer premio literario con un trabajo de redacción escolar titulado Un día de campo; allí enfermó de reuma en la rodilla izquierda, quizás por hipocondría, y pasó largo tiempo en la enfermería del colegio. Su delicado estado de salud movió a sus padres a trasladarlo al Instituto de Alicante, y después marchó con su familia a Ciudad Real, como reflejará en su novela Niño y grande; allí terminó el bachillerato.
En octubre de 1895 empezó a estudiar Derecho en la Universidad de Valencia y en la Universidad de Granada, donde se licenció en 1900. Fracasado en dos convocatorias de oposiciones a la Judicatura, ocupó cargos modestos en el Ayuntamiento de Alicante y en la Diputación provincial, mientras vivía en el apartado barrio de Benalúa. En 1908 ganó el primer premio de novela organizado por El Cuento Semanal, y así adquirió rápidamente gran fama de narrador y estilista: en ese mismo año le hicieron un homenaje varios escritores, entre ellos Valle Inclán, Pío Baroja y Felipe Trigo; también en ese año fallece su padre. Colabora en muchos diarios y revistas españolas y americanas, entre ellas el Heraldo, Los Lunes de El Imparcial, ABC y El Sol de Madrid, y Caras y Caretas y La Nación de Buenos Aires.

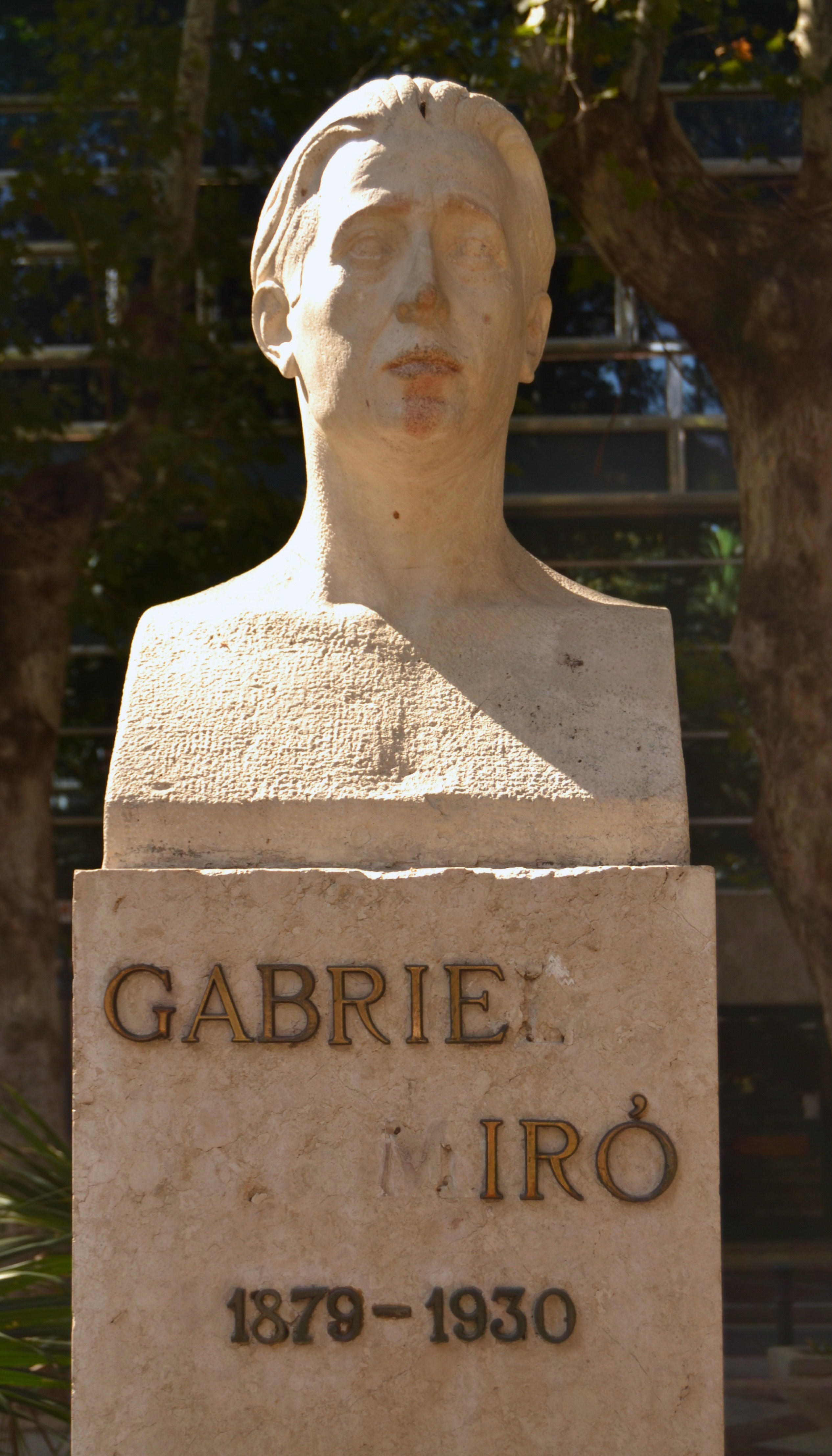
Busto en Alicante

En 1911 le nombraron cronista de la provincia de Alicante además de jefe de prensa del alcalde Federico Soto Mollá. Desde 1914 anduvo empleado en la Diputación de Barcelona, donde se trasladó a vivir. Allí dirigió una Enciclopedia sagrada para la editorial catalana Vecchi & Ramos, proyecto que no se llegó a concluir pero que le satisfizo íntimamente, y entre 1914 y 1920 colaboró en la prensa barcelonesa: Diario de Barcelona, La Vanguardia y La Publicidad. Conoció también en la metrópolis catalana al editor de muchas de sus novelas, Eduardo Domenech.
Se trasladó a Madrid al ser nombrado en 1920 funcionario del Ministerio de Instrucción Pública y allí permaneció los últimos diez años de su vida; en 1921 era Secretario de los concursos nacionales de ese mismo ministerio. En 1925 ganó el Premio Mariano de Cavia por su artículo "Huerto de cruces" y en 1927 es propuesto por Azorín como candidato a miembro de la Real Academia Española, pero no fue elegido, quizá por el escándalo levantado ante su novela El obispo leproso, considerada anticlerical. [cita requerida]
Su estilo, muy elaborado, se halla esmaltado de palabras castizas, arcaísmos y sinestesias. Entre sus amistades puede citarse a Óscar Esplá, Emilio Varela y Azorín, también alicantinos. Así como el compositor catalán Enrique Granados.

## Obra

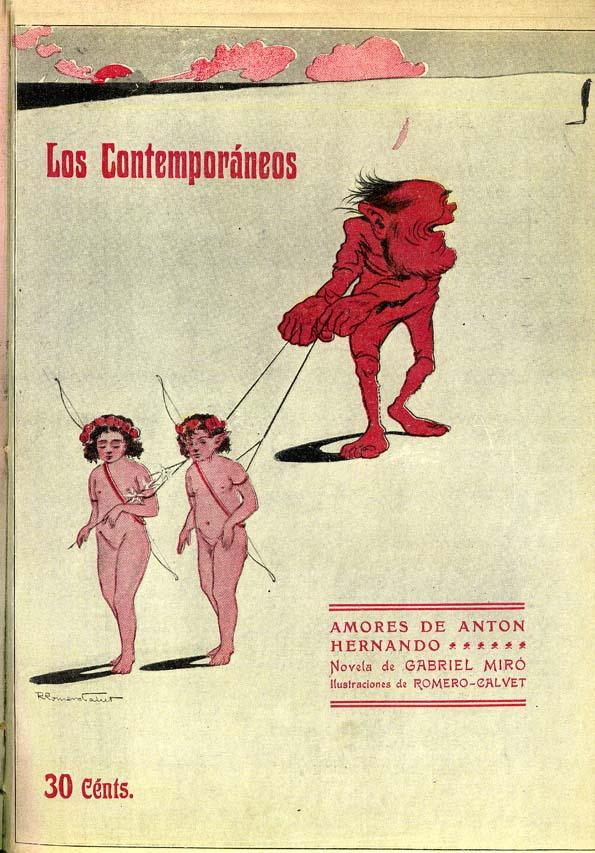
Amores de Antón Hernando, publicada en la serie Los Contemporáneos (n.º 48, 26 de noviembre de 1909), ilustración de Romero Calvet.

La mayor parte de la crítica considera que la etapa de madurez literaria de Gabriel Miró se inicia con Las cerezas del cementerio (1910), cuya trama desarrolla el trágico amor del hipersensible joven Félix Valdivia por una mujer mayor (Beatriz) y presenta —en una atmósfera de voluptuosidad y de intimismo lírico— los temas del erotismo, la enfermedad y la muerte.
En 1915 publicó El abuelo del rey, novela en la que se relata la historia de tres generaciones en un pueblecito levantino, para presentar, no sin ironía, la pugna entre tradición y progreso y la presión del entorno; pero, ante todo, nos encontramos con una meditación sobre el tiempo.
Un año después aparece Figuras de la Pasión del Señor (1916-17),  formada por una serie de estampas en torno a los últimos días de la vida de Cristo. También de 1917 es el Libro de Sigüenza, con el que Miró inicia las obras de carácter autobiográfico, centrándose en el personaje de Sigüenza, no solo heterónimo o alter ego del autor, sino su propio yo fijado líricamente, que va dando unidad a las escenas en sucesión que componen el libro. Un carácter similar tienen El humo dormido (1919),  sobre el tema del tiempo, y Años y leguas (1928), de nuevo con el personaje de Sigüenza como protagonista y eje conductor.
En 1921 apareció un libro de estampas, El ángel, el molino, el caracol del faro, y la novela Nuestro padre San Daniel, que forma una unidad junto con El obispo leproso (1926). Ambas se desarrollan en la ciudad levantina de Oleza, trasunto de Orihuela, en el último tercio del siglo XIX. La ciudad, sumida en el letargo, está vista como un microcosmos de misticismo y sensualidad, en el que los personajes se debaten entre sus inclinaciones naturales y la represión social, la intolerancia y el oscurantismo religioso a los que están sometidos.
Ricardo Gullón ha calificado los relatos de Miró como novelas líricas. Son, por tanto, obras más atentas a la expresión de sentimientos y sensaciones que a contar sucesos, en las que predominan:
1. La técnica del fragmentarismo,
2. La utilización de la elipsis y
3. La estructuración del relato en escenas dispersas, unidas a través de la reflexión y la rememoración.

La temporalidad constituye el tema esencial de la obra del autor alicantino, quien incorpora el pasado a un presente continuado, por medio de las sensaciones, la evocación y el recuerdo. Como, antes que él, hiciera Azorín. También lo sensorial es en la literatura mironiana una forma de creación y conocimiento, de ahí:
1. La riqueza plástica de su obra,
2. El uso de las sinestesias y de imágenes sensoriales,
3. La adjetivación sorprendente
4. El léxico riquísimo

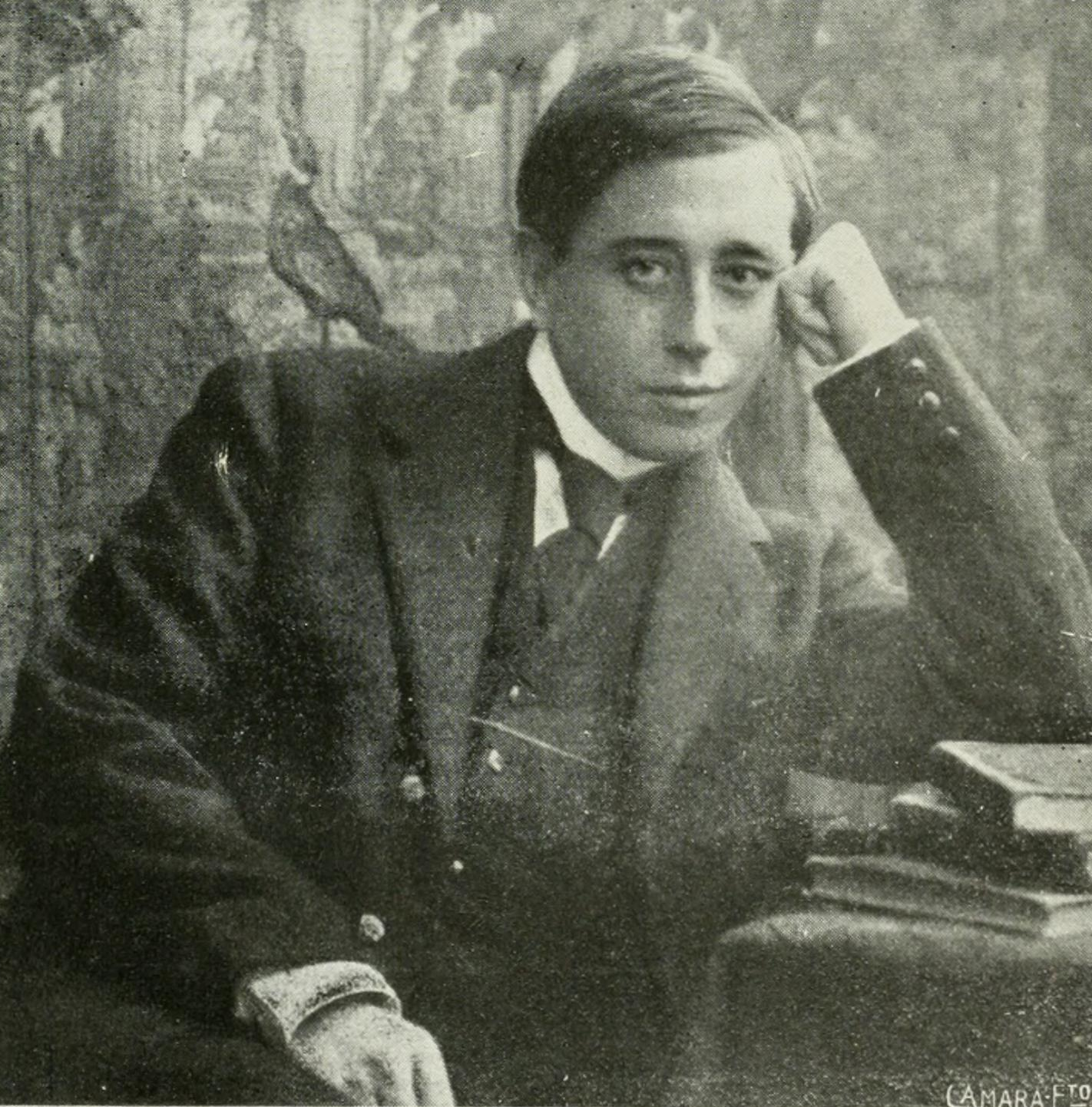
Retrato de Gabriel Miró

Estas características y temas han sido usadas tradicionalmente para argumentar que Miró fue un estilista, lírico o poeta en prosa. Este punto de vista y el uso de estas etiquetas, sin embargo, no son del todo acertados, porque pierden de vista la tradición narrativa de la que bebe el autor. En efecto, en los textos de Miró hay un alto grado de tratamiento lírico-estilístico, motivo por el cual fue este muy influyente en los poetas de la generación del 27 (Laín Corona 2010). Ahora bien, estas estrategias no están reñidas con el uso de técnicas narrativas, como cada vez más viene señalando la crítica (entre otros, Ian Macdonald, Márquez Villanueva o Lozano Marco, a lo largo de las páginas de los estudios citados en la bibliografía). Además, Miró entronca con el Modernism de autores europeos como Virginia Woolf, James Joyce y Marcel Proust. De acuerdo con los parámetros de esta tendencia literaria, los aspectos líricos y estilísticos no son meramente decorativos ni poéticos per se, sino que se incorporan a la novela con funciones narrativas. Es de este modo como influye también Miró en los novelistas de la generación del 27, como Benjamín Jarnés, Juan Chabás y Carmen Conde (Laín Corona 2013), y más tarde en Francisco Umbral, entre otros autores de postguerra (Laín Corona 2014).

## Obras

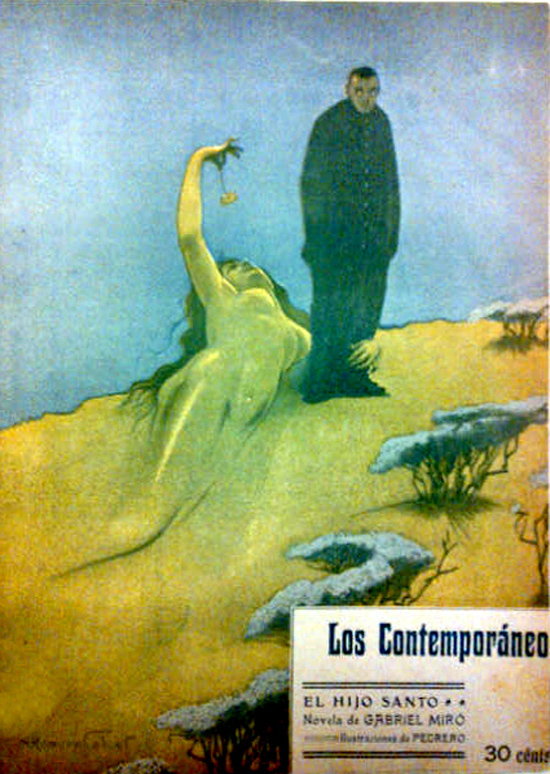
El hijo santo, n.º 24 de Los Contemporáneos (11 de junio de 1909).

Se editaron dos veces unas Obras completas de Gabriel Miró; en Madrid, 1931, por los «Amigos de Gabriel Miró» y en Madrid, 1942, en un solo volumen, por Biblioteca Nueva. Recientemente, han aparecido unas Obras completas en tres volúmenes, edición, estudios introductorios y bibliografía de Miguel Ángel Lozano Marco, Madrid, Biblioteca Castro, Fundación José Antonio de Castro, 2006-2008. Recogen las dos primeras novelas y diversos textos que no figuran en la edición de Biblioteca Nueva.
- La mujer de Ojeda, 1901.
- Hilván de escenas, 1903.
- Del vivir, 1904.
- La novela de mi amigo, Alicante, 1908.
- Nómada, 1908.
- La palma rota, 1909
- El hijo santo, 1909, novela corta
- Amores de Antón Hernando, 1909, novela corta
- Las cerezas del cementerio, 1910
- La señora, los suyos y los otros, 1912, novela corta
- Del huerto provinciano, Barcelona, 1912, cuentos
- El abuelo del rey, Barcelona, 1915.
- Dentro del cercado, Barcelona, 1916.
- Figuras de la Pasión del Señor, 1916 y 1917.
- Libro de Sigüenza, 1917.[18]
- El humo dormido, Madrid, 1919.
- El ángel, el molino y el caracol del faro, Madrid, 1921.
- Nuestro padre San Daniel, Madrid, 1921.
- Niño y grande, Madrid, 1922.
- El obispo leproso, Madrid, 1926.
- Años y leguas, Madrid, 1928.

### Ediciones póstumas
- Las águilas, Ediciones de Arte y Bibliofilia, 1979
- Cartas a Alonso Quesada, Editora Regional Canaria, 1985
- Huerto de cruces, Barcelona, Edhasa, 1991
- Levante:Murcia, Barcelona, Círculo de Lectores, 1993
- Corpus, El caracol del faro y otros cuentos, Alicante, Aguaclara, 1993
- Epistolario, edición de Ian R. Macdonald y Frederic Barberà, 2009.